# Pharetrophora tegularis
Pharetrophora tegularis là một loài tò vò trong họ Ichneumonidae.